# Richie Adubato
Richie Adam Adubato (nacido el 23 de noviembre de 1937 en Invington, Nueva Jersey) es un antiguo entrenador de baloncesto de la NBA. Ha entrenado a tres equipos de la NBA: Detroit Pistons, Dallas Mavericks y Orlando Magic. Actualmente, dirige a Washington Mystics, de la WNBA, donde previamente había entrenado a las New York Liberty durante 6 temporadas.
También ha servido como asistente de entrenador en Atlanta Hawks, Cleveland Cavaliers, Dallas Mavericks, Detroit Pistons, New York Knicks y Orlando Magic.